# 오스트레일리아 의회

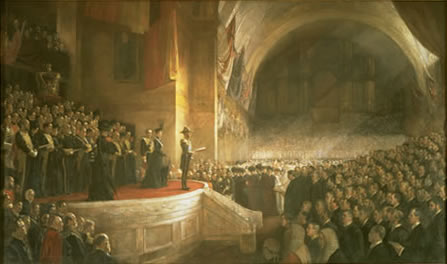
1901년 5월 9일 호주 의회의 개막식 모습

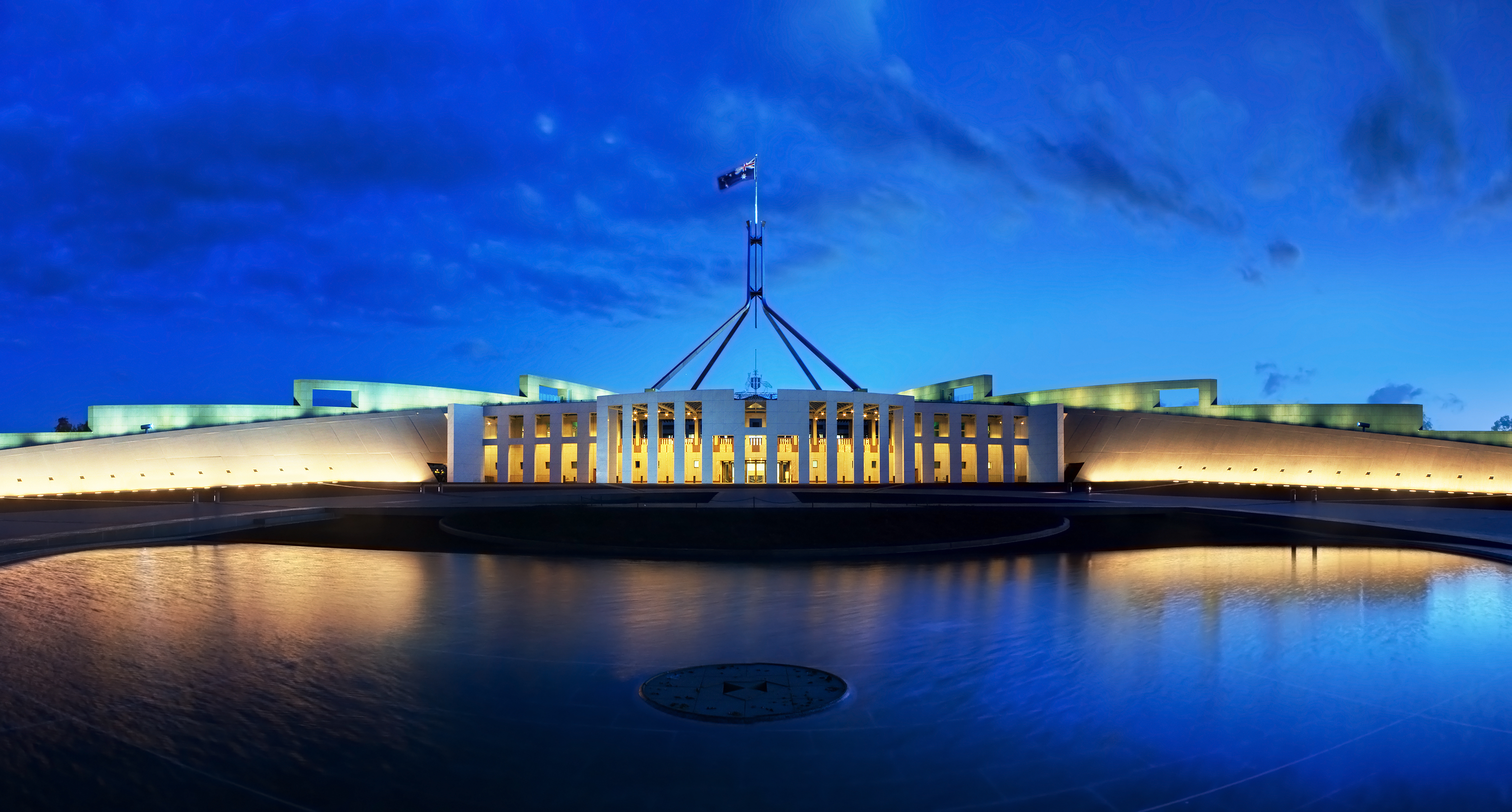
1988년에 준공된 새 호주 의회의사당

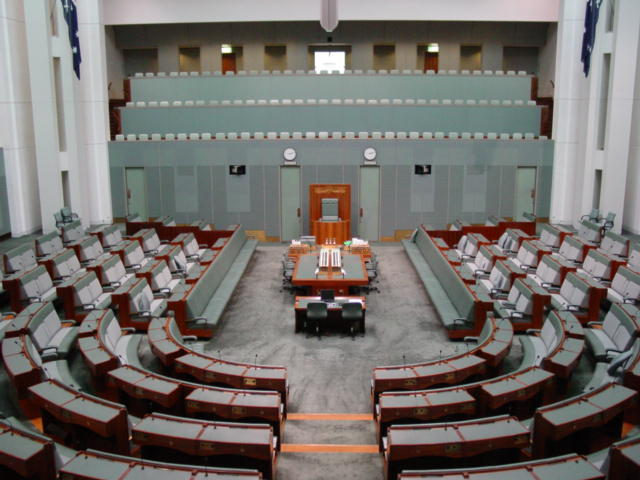
하원 의사당 모습

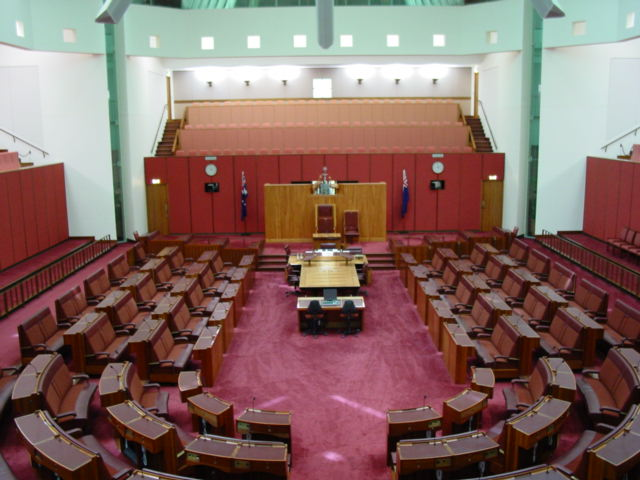
상원 의사당 모습

오스트레일리아 의회(영어: Parliament of Australia)는 오스트레일리아의 양원제 의회를 말한다. 오스트레일리아의 랜드마크 중의 하나인 오스트레일리아 의회의사당에서 상원, 하원 의회가 열린다.

## 같이 보기
- 2022년 오스트레일리아 의회 선거